# Hackberry (Louisiana)
Hackberry è un census-designated place (CDP) degli Stati Uniti d'America, situato nello stato della Louisiana, in particolare nella parrocchia di Cameron.